# Joost Margry

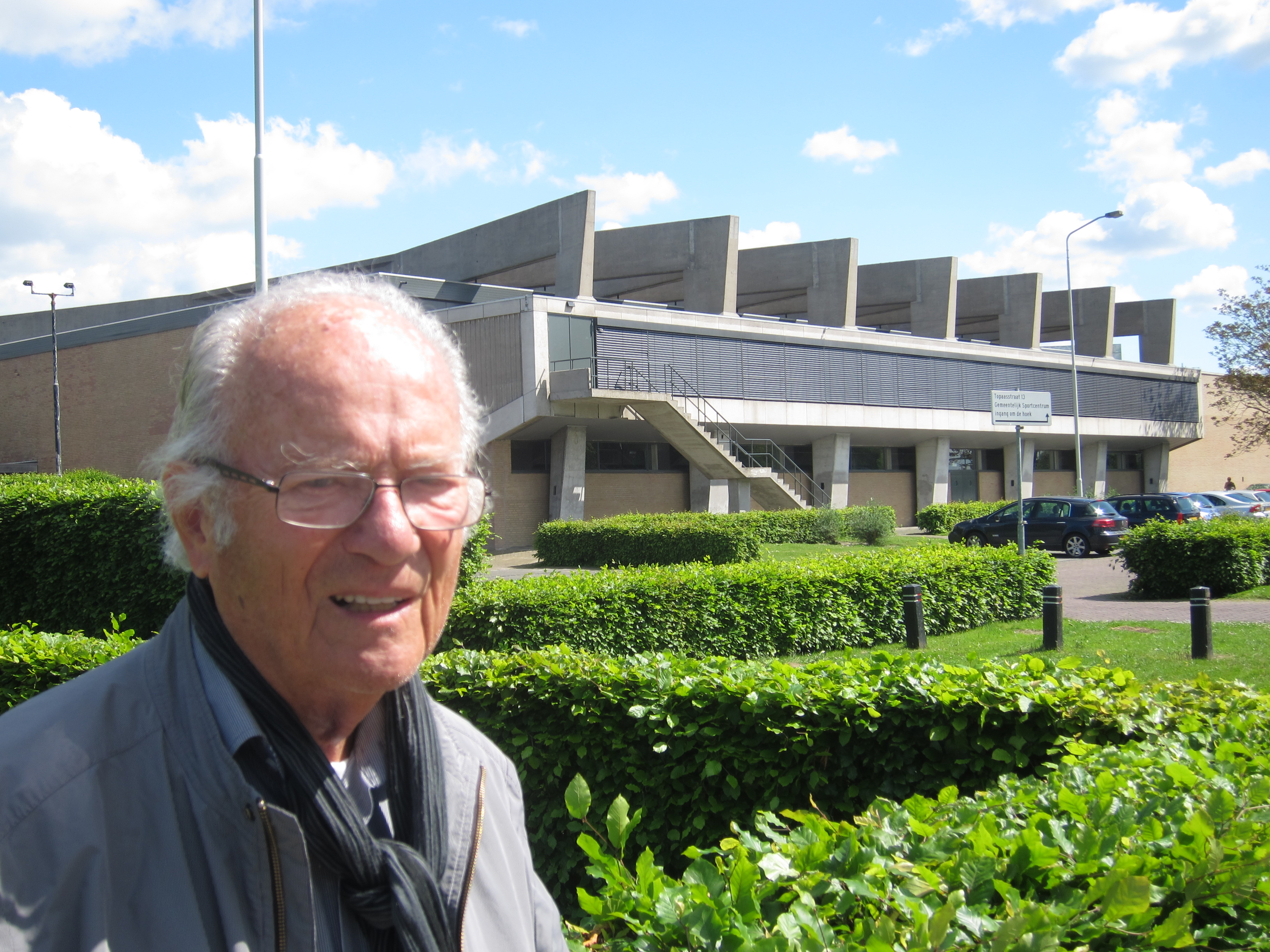
Joost Margry bij zijn creatie het Sportcentrum Breda, 2 juni 2013

Joseph Johannes (Joost) Margry (Rotterdam, 9 mei 1922 – Breda, 26 november 2015) was een Nederlands architect en stedenbouwkundige. Hij ontwierp woningen, villa’s, winkels, kantoren, verzorgingshuizen, inrichtingen, sportgebouwen, gemeentehuizen en één enkele kerk. Daarnaast deed hij advieswerk ten aanzien van bestemmingsplannen voor gemeenten in Noord-Brabant en Limburg.

## Biografie
Joost Margry was een van de vijf zoons van de Rotterdamse architect Jos Margry. Wonend aan de Schieweg 2 (later Van Somerenweg) doorliep hij achtereenvolgens de Hendrik Backers lagere school en de R.K. St. Franciscus HBS.  
Na zijn eindexamen in 1941 begon hij in augustus in eerste instantie aan een studie vliegtuigbouw (werktuigbouwkunde) aan de TH Delft. Begin 1943 moest hij stoppen met de studie omdat hij de loyaliteitsverklaring niet wilde ondertekenen. Daarop werd hij in mei vanwege de Arbeitseinsatz bij het Volkswagenwerk in Fallersleben, Braunschweig, geïnterneerd. Met zijn studieachtergrond moest hij beschadigde Junker-oorlogsvliegtuigen repareren. Na een mislukte vluchtpoging wist hij in augustus 1944 naar Nederland terug te komen en dook onder in Noord-Brabant en kwam in Gilze terecht. Met de bevrijding van het zuiden, eind 1944, meldde hij zich als vrijwilliger aan bij het Pools-Engelse bevrijdingsleger en fungeerde enkele maanden als motorordonnans onder meer in konvooien van het Commissariaat Noodvoedselvoorziening. 
Na de bevrijding begon hij op 15 november op 23-jarige leeftijd opnieuw aan de TH Delft maar dit keer met de studie Bouwkunde waarvoor hij door kandidaats-assistent R.C. Hekker van professor D.F. Slothouwer geënthousiasmeerd was geraakt. Hij sloot zich ook aan bij de Katholieke Studentenvereniging Sanctus Virgilius. In 1949 deed hij zijn kandidaatsexamens.  Hij werd vervolgens assistent van professor G.H. van Beusekom. Vooral professor Jo van den Broek was een inspirator voor hem. Daarom werd hij vanaf 1 december 1949, voor twee dagen in de week kandidaat-assistent bij Van den Broek op de afdeling bouwkunde en bereidde de colleges mee voor. Joost Margry behaalde zijn ingenieursdiploma op 6 juli 1951, maar bleef nog tot het einde van dat jaar aan de TH werkzaam. In dat jaar deed hij ook praktijkervaring op in het bureau van architect J. de Lint in Breda. Omdat hij begin 1952 uit de studentengehuwdenwoning in Delft moest vertrekken, hebben hij en zijn vrouw ongeveer jaar in Gilze, bij haar familie, gewoond. Hij gaf vandaaruit gedurende enige tijd les in bouwkunde (‘VBO’) bij de R.K. Leergangen te Tilburg. 
Hij was op 10 januari 1950 met Louise (‘Loet’) Hoeks getrouwd, die hij eind 1944 in Gilze had ontmoet. Ze kregen vier kinderen (Jaap, 1950; Ruud, 1952; Peter Jan Margry, 1956; Monique, 1958), waarvan de oudste ook de stedenbouw in zou gaan.
In 1957 ontwierp hij voor zijn gezin de karakteristieke splitlevel bungalow de Boeiweyde aan de Cimburgalaan in Breda, alwaar hij nagenoeg tot aan het einde van zijn leven zou blijven wonen. Hij overleed op 26 november 2015.

## Loopbaan
In 1952 kwam Margry bij de Provinciale Planologische Dienst te Den Bosch terecht waar hij door directeur H.M. Buskens op 1 maart werd aangesteld bij de Afdeling Uitbreidingsplannen en tevens werd benoemd als secretaris van de commissie voor beoordeling van de plannen voor het nieuwe provinciehuis. De aanstelling zegde hij per november 1953 weer op. Hij wilde voor zichzelf beginnen en niet bij zijn vader in het reeds lang bestaande Rotterdamse architectenbureau Margry komen, waar zijn oudere broer Alphons Margry al voor gekozen had.
Na de werkervaring bij de provincie vestigde hij zich in 1953 onder de naam ‘Bureau voor Architectuur en Stedebouw Ir. J.J. Margry’ aan de Wilhelminastraat 4 te Breda. 
Opdrachten van onder meer het Hypotheekfonds Noord-Brabantse Gemeenten, voor gemeentelijke woningwetwoningen en van particuliere villa’s boden het nieuwe bureau een goede start. Hij werd gezien als een exponent van het Nieuwe Bouwen en ging juist niet mee in de uitgangspunten van de Bossche School.
Binnen enkele decennia groeide het bureau uit tot een middelgroot kantoor dat vele gemeenten in Noord-Brabant en Limburg voor de bestemmingsplannen als opdrachtgevers had. Hij werd stedenbouwkundig adviseur voor Brabantse gemeenten als Drunen, Made en Drimmelen, Vlijmen, Woensdrecht etc. Omdat zijn broer Jan Margry in 1955 met zijn eigen stedenbouwkundig bureau te Venray stopte en directeur van de PPD in Den Bosch werd, kon hij diens adviesopdrachten voor de Limburgse gemeenten Venray, Horst en Gennep overnemen. Hierdoor strekte het werkterrein zowel op architectonisch als stedenbouwkundig terrein zich over heel Noord-Brabant en Noord-Limburg uit. 
Door de omschakeling van Noord-Brabant van sterk agrarisch naar meer industrieel en dankzij de groeiende welvaart moest er veel ontwikkeld en gebouwd worden: scholen, kantoren, gemeentehuizen, verzorgingscentra etc. Staan zijn vader Jos Margry en grootvader Albert Margry nadrukkelijk ook als kerkenbouwers te boek, door de ontkerkelijking vielen die opdrachten in de jaren 1960 weg. Joost Margry ontwierp één kerk, de in 2005 weer afgebroken Sint Jan de Doperkerk van 1966. Een Bredaas gebouw dat slechts tijdelijk was voorzien, staat er daarentegen nog altijd, de Brunswick Bowling uit 1961, nu een van de karakteristieke voorbeelden van Americanism binnen de Nederlandse architectuur. Het iconische Sportcentrum Breda ontliep ternauwernood de sloop en mag zich momenteel het jongste rijksmonument van Nederland noemen.
Vanwege de snelle groei van het architectenbureau werd de juridische status ervan in 1967 gewijzigd in een vennootschap. Het telde in 1978 bij het 25-jarig bestaan zo’n dertig medewerkers en was gehuisvest aan de Delpratsingel 24-26. Een voorgenomen samenwerking in 1971 met zijn broer Alphons Margry van het Rotterdamse bureau, onder de naam ‘Planoteam’, is echter niet tot praktische ontwikkeling gekomen. Eind jaren 1970 heeft hij op persoonlijke titel nog enkele huizen en villa's ontworpen in de omgeving van Saint Tropez.
Van 1974 tot 1988 was Margry lid van het bestuur van de Efteling, in het bijzonder vanwege zaken rond de ruimtelijke ordening in en rond het park. 
In juli 1982 werd besloten tot een meerhoofdige bureaudirectie waarvoor ir. Nico H.M. Gerritsma (stedenbouw) en ir. Job F. van Hoytema (architectuur) tot mededirecteuren werden benoemd. Uiteindelijk ging hij op 31 mei 1987 formeel met pensioen. Het bureau droeg toen de naam ‘Margry en Van Hoytema’. Zijn zoon Jaap Margry (Bouwkunde TH Eindhoven, 1977) trad op dat moment tot het bureau toe (tot 1994). Nog enkele jaren bleef Joost Margry als adviseur aan het bureau verbonden, totdat op 20 april 1990 het kantoor naar de Meerten Verhoffstraat verhuisde. Bij die gelegenheid ontving hij de ridderorde van Oranje-Nassau.

## Architect-stedenbouwkundige
Als student was Margry beïnvloed door het vak Stedenbouwkundig Ontwerpen dat professor Cornelis van Eesteren gaf en wiens functionalistische opvattingen hij ook steunde. Zijn tweejarige assistentie als student bij Jo van den Broek was ook medebepalend voor zijn architectuuropvatting die eveneens door het functionalisme werd gevormd, onder het adagium ‘form follows function’. Daarnaast zijn stijlinvloeden van destijds internationaal opzienbarende bouwmeesters zoals Le Corbusier en Pier Luigi Nervi in zijn werk te herkennen. Zo mogelijk betrok hij beeldend kunstenaars bij de uitvoering van gebouwen, waarbij hij probeerde het kunstwerk te integreren in de architectuur. Een geslaagd voorbeeld daarvan was het glas-in-beton raam van de Johannes de Doperkerk (Breda).

## Publicaties
- ‘Beschouwing over de stedebouwkundige ontwikkeling van Venray’, in: Maasland, algemeen maandblad [Venray-nummer), 13, nr. 11 (juli 1966) p. 361-365.
- ‘Stedebouwkundige structuur van de kom Venray’, in: Bouw 25 (22 juni 1968) p. 980-983.